# Речник САНУ
Речник САНУ (Речник српскохрватског књижевног и народног језика САНУ) је најкомплетнији и најобимнији речник српског (српскохрватског) језика, у издању Српске академије наука и уметности и Института за српски језик САНУ. Један је од најважнијих и најзахтевнијих дугорочних пројеката српске науке и културе. 

## О речнику
Речник САНУ спада у речнике тезаурусног и академијског типа. Обухвата грађу књижевног и народног језика са целовитог простора штокавског наречја, у временском распону од Доситеја и Вука до данас.

### Историјат
Иницијативу за израду Речника САНУ дао је Стојан Новаковић и за ту потребу основан је у Академији Лексикографски одсек, који је 1947. прерастао у Институт за српски језик. Прва књига Речника изашла је 1959. године. До данас је објављено 20 књига (двадесета књига изашла је 2017. године). Када буде завршен, Речник ће имати преко 35 књига са око 500.000 одредница. Први главни уредник Речника САНУ био је академик Александар Белић. 

### Председник Уређивачког одбора
Председник Уређивачког одбора Речника САНУ је проф. др Рада Стијовић.